# 謬誤
謬論或（思考）謬誤是指錯誤的思維方式。有部分邏輯書會將謬誤定義為錯誤的論證，但一般不會以此解釋謬誤的定義，因自相矛盾不是錯誤的論證，但屬謬誤的一種。惡意或別有所圖的謬論又稱作詭辯。
知識或資料的錯誤，稱作訛誤，但日常習慣上，謬論或謬誤有時也用於泛指錯誤的言論或想法。
一個好的論證必須有效且健全。所謂有效是指如果前提為真則結論必定為真，所謂健全是指除了有效以外，所有前提都是真的，健全的論證保證結論為真。反之，如果前提不為真或前提為真不能保證結論為真，則不是好論證。
論證有謬誤，不表示其結論不正確，有時一些人可能會使用充滿謬誤的論證，但卻意外得到正確的結論，關於這點可參見謬誤論證。
此外，盡管謬誤經常和謊言有關，但論證有謬誤，不代表論者在說謊，論者可能真心相信自己的推理正確，但因各種原因而犯下錯誤，而單單看到他人論證出現謬誤就指稱對方在撒謊的做法，也可能構成關聯謬誤和人身攻擊。
對於尚未相信結論的人而言，論證過程有謬誤會導致他們無法被論證說服，但另一方面，就算論證過程無誤，論證也未必讓人信服，因為聽眾也可能受到各種條件的影響，像是一些論證所用的言詞、語調、語氣、說話者的身分、聽者的既定觀點等都有可能會影響聽眾的觀感；然而論證是否好的，關鍵還是在於論證是否有效且健全，任何的外在條件都無法影響論證本身的有效性。

## 分類

### 傳統分類
論證的謬誤可發生在三個地方：一是陳述了錯誤的事實（實質謬誤），二是使用了不恰當的詞語（言詞謬誤）；三是使用了不恰當的推理結構（形式）（形式謬誤）。其中一與二合稱非形式謬誤，而二與三合稱邏輯謬誤：
| 非形式謬誤 |          |          |
| 實質謬誤   | 言詞謬誤 | 形式謬誤 |
|            | 邏輯謬誤 |          |

- 形式謬誤：形式謬誤是因不恰當的推論結構所造成的謬誤，可藉由符號化的邏輯系統揭露此類謬誤。
- 言詞謬誤：泛指各種因自然語言語意不明確而形成的推理謬誤，可藉由語義、語用分析及符號化揭露此類謬誤。
- 實質謬誤：泛指各種推理結構正確，但論證前提不能恰當支持結論所造成的謬誤。
- 邏輯謬誤：邏輯謬誤包括了形式謬誤及言詞謬誤，可藉由語義、語用分析及符號化揭露此類謬誤。「邏輯謬誤」有時亦可廣義泛指所有的謬誤。
- 非形式謬誤：形式謬誤以外的其他謬誤統稱非形式謬誤，含括了所有不能純粹由符號化邏輯系統揭露的謬誤，這些謬誤需要關於現實世界的背景知識與常識才能揭露出來。

### 四不分類
香港哲學家李天命提倡將謬誤分成四大類：不一致、不相干、不充分、不當預設。
1. 不一致：主張的命題（前提或無前提的結論）自相矛盾或自我推翻
2. 不相干：前提與結論無關，無論前提是否成立，都無法推理出結論。
3. 不充分：前提與結論有關，但前提無法充分支持結論，如肯定後項的谬誤及以偏概全。
4. 不當預設：把不應視為理所當然的前提視為理所當然, 如假兩難謬誤。

## 谬誤研究
在西方，早在公元前350年，古希腊哲学家亚里斯多德在其逻辑学著作之一《辨谬篇》中就开始研究谬誤。《斯坦福哲学百科全书》谬誤条目介绍当代了谬誤研究，其中包括下面的方法：
- 非形式逻辑方法处理谬误（The informal logic approach to fallacies）
- 形式逻辑方法处理非形式谬误（The formal approach to informal fallacies）
- 认识论方法处理谬误（The epistemic approach to fallacies）
- 辩证/对话方法处理谬误（Dialectical/dialogical approaches to fallacies）